# Обергард, Исидор Александрович
Исидор Густав Александрович Обергард ( в следственном деле Обергардт) (22 ноября 1888 года, Львов — 15 марта 1938 года, Москва) — советский учёный, фармацевт, доктор медицинских наук, действительный член ВИЭМ, профессор. Расстрелян в 1938 году, реабилитирован посмертно.

## Биография
Родился в семье владельца аптеки. Его отец, Александр Обергард, выпускник медицинского факультета Венского Университета, владелец аптеки «С согласия». Мать, Луиза Каролина Финкельштейн, родилась в Вене и впоследствии стала последним перед войной директором еврейской школы для девочек. Исидор Обергардт выпускник классической гимназии, поступил на инженерной факультет Высшей политехнической школы: после первого курса перешел во Львовский университет и окончил два факультета — медицинский и философский (г. Львов в то время входил в состав Австро-Венгрии). В 1912 г. И. А. Обергард становится магистром фармации, а в 1914 г. — доктором философии, тогда же начал читал лекции в университете.
С 1910 г. являлся членом польской демократической партии, а в 1914 г. мобилизован в Австро-венгерскую армию, попал в плен, откуда бежал, после чего он вернулся во Львов, где принял участие в студенческих беспорядках и вновь попал в плен, в результате был сослан в Енисейскую губернию. В 1915 г., во время пребывания в Енисейской губернии, отличился, помогая устранить эпидемию брюшного тифа среди ссыльных и получил согласие на переселение в Иркутск, где служил в аптеке участника польского восстания 1863 г. Цезаря Калусовского.
В 1917 г. вступил в брак с дочерью владельца аптеки Клаудией Калусовской. Аптека была расположена в центре г. Иркутска, на ул. Карла Маркса (бывшей Большой), в здании постройки конца XIX века. Ю. П. Колмаков в книге «Путешествие по улице Карла Маркса» пишет: "Здание галено-фармацевтической фабрики принадлежало до революции купцам Крыловым и арендовалось провизором Цезарем Калусовским для частной аптеки. После революции здесь находились Восточно-Сибирская краевая аптечная лаборатория и аптека. Аптека в этом здании располагалась вплоть до 2012 г. и имела название «Панацея».
После большевистской революции, в 1918 году, был назначен народным комиссаром по фармацевтическим делам при Центросибири.
С 1918 г. И. А. Обергард преподавал в Иркутском университете. С этого времени И. А. Обергард создает те направления фармацевтической химии и технологии, по которым и сегодня развиваются эти дисциплины. Находясь в Иркутске, И. А. Обергард вел большую организаторскую и педагогическую работу. Совместно с заведующим кафедрой фармакологии Н. П. Шавровым и И. А. Нестеровым он пытался организовать первую советскую фармацевтическую школу при медицинском факультете ИГУ в Иркутске (см.фото автографа) В 1921 г. составил Список растений, употребляемых в научной и народной медицине, произрастающих в Иркутской губернии, где упомянул о применении рододендрона золотистого. Позднее профессор С. Р. Семёнов продолжил работу профессора Н. П. Шаврова и И. А. Обергарда по активному изучению фармакологических свойств некоторых представителей флоры и фауны из биоразнообразия Байкальской Сибири, начатых в 1920 г.
В 1919 г. в семьи Обергардов родился сын Александр. Тогда же он направил в наркомат здравоохранения материалы по высшему фармацевтическому образованию. Материалы были одобрены наркомом Н. А. Семашко и И. А. Обергарда приглашают в Ленинград, куда он переехал в 1923 г. где работал профессором на кафедре в Ленинградском химико-фармацевтическом институте и Институте экспериментальной медицины (ВИЭМ). Добился признания за рубежом, его научные труды были переведены на английский и немецкий языки. В эти годы профессор И. А. Обергард создает первые в Советском Союзе учебники по фармацевтическому анализу и технологии лекарственных форм. Бывший австрийский подданный, в прошлом член польской демократической партии, а затем спартаковец, Обергард поддерживал тесные связи с зарубежными учеными, печатался за границей и как член германской секции Общества историков фармации выезжал в Германию. В 1928 г. состоялось путешествие в Польшу и Германию, которое было подробно описано в дневнике его жены. Несколько позже, в 1931 г., профессор И. А. Обергард (в числе других выдающихся ученых) был в первый раз арестован органами ОГПУ СССР  по ложному обвинению в подрывной деятельности против Советской Власти и только вмешательство некоторых членов правительства и А. М. Горького спасло ученого от гибели .
1920—1923 гг. — работает в Иркутском фармацевтическом управлении : выступает с научными докладами, переезжает в Ленинград для работы в Химико-фармацевтическом институте.
В 1929 году получает предложение возглавить химическую лабораторию Отдела патофизиологии ВИЭМ.
В 1931 году за переписку с иностранными учеными вновь арестован органами ОГПУ, но освобожден, благодаря ходатайству многих известных ученых (И. П. Павлова, А. Д. Сперанского, Л. Н. Фёдорова и других).
1935 год — присвоена ученая степень доктора медицинских наук: в 1936 году — звание действительного члена ВИЭМ.
Находясь в Ленинграде на должности заведующего химической лабораторией ВИЭМ в 1932 г. И. А. Обергард был привлечен в качестве эксперта по проекту изучения тибетской медицины в СССР по записке известного её знатока Н. Н. Бадмаева, направленной в Совнарком [].
В своем заключении Обергард отметил, что предложения по изучению тибетской медицины «…нужно приветствовать, как открывающее перспективу подчинить медицинскую практику по этой системе общественному и научному контролю». Он также отметил, что научным методом изучения средств тибетской медицины является экстрагирование из них действующего начала. Кроме того, Обергардом предлагались к изучению только растения из арсенала тибетской медицины, произрастающие в нашей стране, что имело различие с позицией Н. Н. Бадмаева. Заключение И. А. Обергарда послужило отправной точкой для организации планомерного изучения средств тибетской медицины в СССР в 30 гг., в том числе для организации экспедиций в Забайкалье и Тункинскую долину. Руководство этими экспедициями осуществлял другой сотрудник кафедры фармакологии ИГМУ, ученик профессора Н. П. Шаврова — М. Н. Варлаков (1906—1945)  .Поддержал идею изучения тибетской медицины в стенах ВИЭМ и Н. И. Бухарин — видный политический деятель, действительный член АН СССР, редактор «Известий», возглавлявший в то время научно-исследовательский сектор ВСНХ. В 1934 году при институте начало работать специальное Бюро по изучению восточной медицины во главе с фармакологом профессором С. В. Аничковым.
В 1936 году И. А. Обергард был одним из основателей Московского фармацевтического института( Научно-исследовательский химико-фармацевтический институт им. С.Орджоникидзе), в котором возглавил кафедру фармацевтической химии и одновременно занимал должность заведующего галеновой лабораторией.
В 1937 году имел смелость публично усомниться в виновности наркома здравоохранения Г. Н. Каминского, у которого он работал консультантом по фармацевтическим вопросам.
Арестован 28 сентября 1937 года. 
17 февраля 1938 года осужден Военным трибуналом московского округа и приговорен к высшей мере наказания по обвинению в «шпионаже». Расстрелян 15 марта 1938 года в числе большой партии осужденных ВКВС СССР. Место захоронения - спецобъект НКВД «Коммунарка». 
2 июня 1959 года реабилитирован посмертно ВКВС СССР.